# سرسنگ (دهوک)
سرسنگ (به لاتین: Sarsing) یک منطقهٔ مسکونی در استان دهوک است که در اقلیم کردستان عراق واقع شده‌است. سرسنگ ۱۶٬۷۶۶ نفر جمعیت دارد.